# Amoklauf an der Thurston High School
Der  Amoklauf an der Thurston High School ereignete sich am 21. Mai 1998 in Springfield im US-Bundesstaat Oregon. Bei dem Amoklauf erschoss der 15-jährige Kipland Kinkel zwei Klassenkameraden und verletzte 25 weitere Personen. Einen Tag zuvor hatte er seine Eltern getötet. Er wurde zu einer Freiheitsstrafe von 111 Jahren verurteilt.

## Tatablauf und Festnahme
Weil er am 20. Mai 1998 eine Schusswaffe mit in die Schule gebracht hatte, entließ man den 15-jährigen Kinkel einen Tag vor seiner Tat in Begleitung seines Vaters und mit der Androhung eines Schulverweises nach Hause. Dort angekommen, tötete er seinen Vater und drei Stunden später die heimkehrende Mutter. Seine Schwester war zu dieser Zeit in der Universität.
Am 21. Mai 1998 fuhr er mit dem Auto seiner Mutter zur Thurston High School zurück. Dabei hatte er ein halbautomatisches Ruger-Gewehr, eine .22-Kaliber-Ruger, eine 9 mm Glock 19 seines Vaters und ein Jagdmesser, welches an seinem Bein befestigt war.
In der Schule erschoss er zwei Mitschüler und verletzte 25 weitere Personen. Bevor er sein Gewehr nachladen konnte, wurde er von mehreren Schülern überwältigt und festgehalten, bis die Polizei eintraf und ihn festnahm.
Während des Verhörs stürzte er sich mit seinem Jagdmesser und den Worten „Shoot me! Kill me!“ („Erschieße mich! Töte mich!“) auf einen Polizisten, der den Angriff mit Pfefferspray abwehren konnte. Später erklärte Kinkel, dass er den Polizisten hatte provozieren wollen, damit dieser ihn erschieße. Ein Polizeivideo dokumentiert, dass Kinkel während des Verhörs mindestens siebenmal „I had no other choice“ („Ich hatte keine andere Wahl“) sagte, außerdem einmal „God damn it … these voices inside my head“ („Gottverdammt … diese Stimmen in meinem Kopf“).

## Prozess
Die Verteidigung plädierte auf Unzurechnungsfähigkeit aufgrund einer Geisteskrankheit. Laut des psychiatrischen Gutachters der Verteidigung litt Kinkel bereits seit der 6. Klasse an Halluzinationen in Form von Stimmen, die ihm befahlen, andere und sich selbst zu töten.
Am 24. September 1999 bekannte Kinkel sich jedoch schließlich schuldig. Im November 1999 wurde er zu einer Freiheitsstrafe von 111 Jahren ohne Aussicht auf vorzeitige Entlassung verurteilt. Er verbüßt seine Strafe in der MacLaren Youth Correctional Facility in Woodburn, Oregon.